# Kemmerer, Wyoming
Kemmerer, Wyoming (енгл. Kemmerer) град је у америчкој савезној држави Вајоминг.

## Демографија
По попису из 2010. године број становника је 2.656, што је 5 (0,2%) становника више него 2000. године.
| Група             | 2000.         | 2010.         |
| Белци             | 2.516 (94,9%) | 2.382 (89,7%) |
| Афроамериканци    | 3 (0,1%)      | 5 (0,2%)      |
| Азијати           | 16 (0,6%)     | 11 (0,4%)     |
| Хиспаноамериканци | 89 (3,4%)     | 207 (7,8%)    |
| Укупно            | 2.651         | 2.656         |